# Tables of Content
Tables of Content ist ein kanadischer animierter Kurzfilm von Wendy Tilby aus dem Jahr 1986.

## Handlung
Ein Mann betritt ein Restaurant. Er setzt sich an einen Tisch und bestellt ein Getränk. Um ihn herum formen die anderen Gäste in sich geschlossene Gruppen: Eine Dame ist gelangweilt, während ihre Begleitung ein Taschenspiel spielt. Eine Gruppe Herren in dunklen Anzügen sitzt steif und regungslos um einen Tisch. Eine ältere Dame erhält einen Eisbecher, den sie an ihren Mann weitergibt und eine Geburtstagsgruppe mit Frauen, Männern und Hund beobachtet die Jubilarin, die eine große Torte mit brennenden Kerzen vor sich hält.
Der Mann beginnt, eine Zeitung zu lesen. Die Stimmung im Restaurant ist träge und als an einen anderen Tisch Fisch serviert wird, bleibt der Kellner bei ihm stehen, um den Comic in der Zeitung mitzulesen. Der Mann blättert weiter und beginnt später, ein Kreuzworträtsel zu lösen. Er schaut auf die Uhr, es ist kurz vor 20 Uhr. Schnell leert er sein Glas und verlässt das Restaurant. Unter der Zeitung findet der Kellner die Münze für das Getränk. Draußen ist es dunkel, es regnet.

## Produktion
Wendy Tilby schuf Tables of Content als Abschlussfilm am Emily Carr Institute of Art and Design, wobei sie zeitweilig mit Amanda Forbis zusammenarbeitete. Sie animierte den Film dabei in Farbe auf Glas. Die Veröffentlichungsrechte des Films erwarb das National Film Board of Canada: Tilby wurde in der Folge Animatorin im NFB-Studio in Montreal.

## Auszeichnungen
Tables of Content gewann 1986 den Grand Prize des Montréal World Film Festival in der Kategorie Bester Kurzfilm. Er war 1987 für einen Genie Award als Bester animierter Kurzfilm nominiert und erhielt 1988 einen OIAF Award des Ottawa International Animation Festivals für das Beste Erstlingswerk.